# Мостовянский
Мостовя́нский — хутор в Славянском районе Краснодарского края.
Входит в состав Черноерковского сельского поселения.

## Население
| 2002 | 2010 |
| ---- | ---- |
| 5    | ↗7   |